# Brett Morse
Brett Morse (ur. 11 lutego 1989 w Cardiff) – brytyjski lekkoatleta, dyskobol.

## Osiągnięcia
- 9. miejsce w mistrzostwach Europy juniorów (Hengelo 2007)
- 12. lokata podczas mistrzostw świata (Daegu 2011)
- 4. lokata podczas igrzysk Wspólnoty Narodów (Glasgow 2014)
- reprezentant kraju w zimowym pucharze Europy w rzutach oraz w drużynowych mistrzostwach Europy
- wielokrotny mistrz Walii, Morse ma w swoim dorobku także medale mistrzostw Wielkiej Brytanii

Bez powodzenia startował w 2008 roku podczas mistrzostw świata juniorów (brak zaliczonej próby), w 2009 w młodzieżowych mistrzostw Europy (13. miejsce w eliminacjach i brak awansu do finału) a w 2012 odpadł w eliminacjach mistrzostw Europy (22. lokata) oraz igrzysk olimpijskich (35. miejsce).

## Rekordy życiowe
- rzut dyskiem – 66,84 (2013)
- rzut dyskiem (hala) – 60,99 (2011) rekord Wielkiej Brytanii